# Maria Skuratowa-Bielska
Maria Grigorjewna Skuratowa-Bielska (ros. Мариа Григориевна Скуратова-Бельская, zm. 10 czerwca?/20 czerwca 1605) – caryca rosyjska, żona Borysa Godunowa.
Była córką Maluty Skuratowa, jednego z najbardziej zaufanych ludzi cara Iwana Groźnego i zarazem jednego z najpotężniejszych ludzi ówczesnej Rosji. Godunow poślubił ją w 1570 roku głównie, by wzmocnić swoją pozycję w kraju. Z ich związku urodził się późniejszy car, Fiodor II Borysowicz, a także Ksenia oraz zmarły w niemowlęctwie Iwan.
10 czerwca?/20 czerwca 1605 roku została, razem z synem, uduszona w swoim apartamencie przez zwolenników Dymitra Samozwańca I.